# سباق كاديل ايفانز

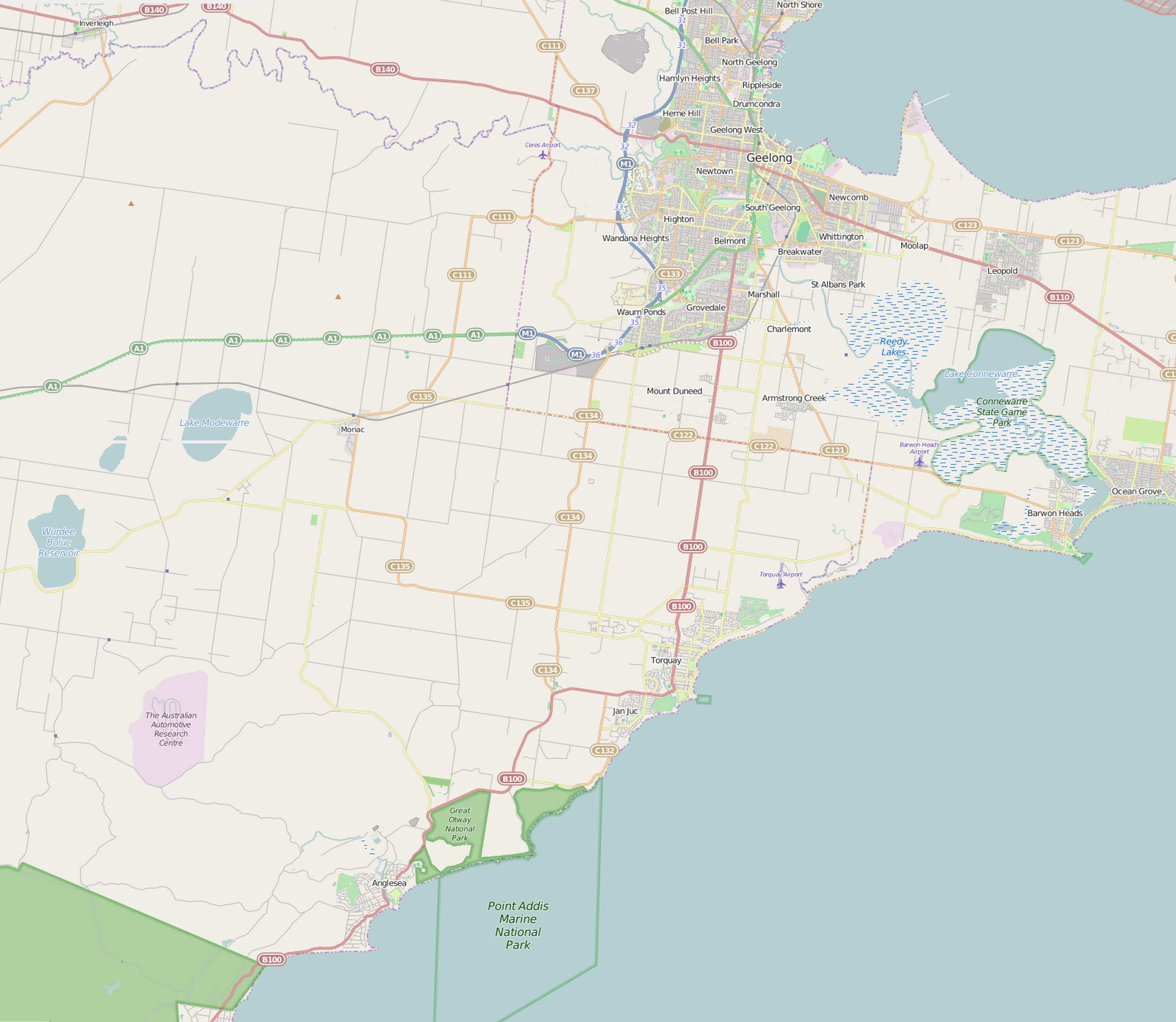
طريق سباق كاديل ايفانز

سباق كاديل ايفانز (بالإنجليزية: Cadel Evans Great Ocean Road Race)‏ هو سباق دراجات هوائية،  من صنف سباق يوم واحد ‏،  بدأ في 2015 في أستراليا.

## تاريخ

### قائمة الفائزين
| السنة | الفائز            | الثاني              | الثالث           |                 |
| ----- | ----------------- | ------------------- | ---------------- | --------------- |
| 2015  | جياني ميرسمان     | سيمون كلارك         | ناثان هاس        |                 |
| 2016  | بيتر كينو         | لي هوارد            | نيكولو بونيفازيو |                 |
| 2017  | نيكياس أرندت      | سيمون جيرانس        | كاميرون ماير     |                 |
| 2018  | جاي مكارثي        | إيليا فيفياني       | داريل إيمبي      |                 |
| 2019  | إيليا فيفياني     | كاليب إيوان         | داريل إيمبي      |                 |
| 2020  | درايس ديفينينز    | بافل سيفاكوف        | داريل إيمبي      |                 |
| 2021  | تم إلغاء السباق   | تم إلغاء السباق     | تم إلغاء السباق  | تم إلغاء السباق |
| 2022  | تم إلغاء السباق   | تم إلغاء السباق     | تم إلغاء السباق  | تم إلغاء السباق |
| 2023  | Marius Mayrhofer ‏ | هوغو بيج ‏           | سيمون كلارك      |                 |
| 2024  | Laurence Pithie ‏  | Natnael Tesfatsion ‏ | جورج تسيمارمان   |                 |
| 2025  | ماورو شميد        | آرون جيت            | Laurence Pithie ‏ |                 |

## وصلات خارجية
الموقع الرسمي